# Анішоара Кушмір-Станчу
Анішоара Кушмір-Станчу (рум. Anișoara Cușmir, нар. 29 червня 1962, Бреїла, Румунія) — румунська легкоатлетка, що спеціалізується на стрибках у довжину, олімпійська чемпіонка 1984 року, призерка чемпіонатів світу та Європи.

## Кар'єра
| Рік                 | Змагання            | Місто               | Місце               | Примітки            |                     |
| Представник Румунія | Представник Румунія | Представник Румунія | Представник Румунія | Представник Румунія | Представник Румунія |
| ------------------- | ------------------- | ------------------- | ------------------- | ------------------- | ------------------- |
| 1982                | Чемпіонат Європи    | Афіни, Греція       | 2                   | 6.73 м              |                     |
| 1983                | Чемпіонат світу     | Гельсінкі, Фіняндія | 2                   | 7.15 м              |                     |
| 1984                | Олімпійські ігри    | Лос-Анджелес, США   | 1                   | 6.96 м              |                     |